# Лейквуд (тауншип, Лейк-оф-те-Вудс)
Лейквуд (англ. Lakewood) — тауншип в округе Лейк-оф-Вудс, Миннесота, США. На 2000 год его население составило 116 человек.

## География
По данным Бюро переписи населения США площадь тауншипа составляет 80,4 км², из которых 80,2 км² занимает суша, а 0,2 км² — вода (0,23 %).

## Демография
По данным переписи населения 2000 года здесь находились 116 человек, 52 домохозяйства и 31 семья. Плотность населения — 1,4 чел./км². На территории тауншипа расположено 350 построек со средней плотностью 4,4 построек на один квадратный километр. Расовый состав населения: 100,00 % белых. Испанцы или латиноамериканцы любой расы составляли 1,72 % от популяции тауншипа.
Из 52 домохозяйств в 19,2 % воспитывались дети до 18 лет, в 50,0 % проживали супружеские пары, в 1,9 % проживали незамужние женщины и в 38,5 % домохозяйств проживали несемейные люди. 30,8 % домохозяйств состояли из одного человека, при том 17,3 % из — одиноких пожилых людей старше 65 лет. Средний размер домохозяйства — 2,23, а семьи — 2,72 человека.
19,8 % населения — младше 18 лет, 5,2 % — в возрасте от 18 до 24 лет, 27,6 % — от 25 до 44, 30,2 % — от 45 до 64, и 17,2 % — старше 65 лет. Средний возраст — 44 года. На каждые 100 женщин приходилось 118,9 мужчин. На каждые 100 женщин старше 18 приходилось 132,5 мужчин.
Средний годовой доход домохозяйства составлял 33 472 доллара, а средний годовой доход семьи — 35 714 долларов. Средний доход мужчин — 25 417 долларов, в то время как у женщин — 23 750. Доход на душу населения составил 12 599 долларов. За чертой бедности не находились ни одна семья и ни один человек.